# Pilobolus kleinii
Pilobolus kleinii — вид мукоральних грибів родини Pilobolaceae.

## Екологія
Копрофільний вид. Живе на екскрементах травоїдних тварин, переважно на посліді коней. Зустрічається на перегної у вологих місцях, часто в тіні дерев.
Плодові тіла з'являються вночі. Вони фототрофні (світлочутливі) і завжди нахиляються у бік сонця. Спорангії прозорі, на тоненьких ніжках, з великою круглою везикулою, що увінчана чорною шапкою з численними спорами. На межі везикули та шапки є лінія слабкості, яка при дозріванні розривається і спори вистрілюються на відстань до двох метрів. Дозрілі спори разом з травою з'їдають травоїдні тварини. Спори проходять через травну систему і виводяться на зовні з екскрементами, щоб заснувати нову колонію.